# Joker (film)
Joker är en svensk-dansk action- och komedifilm från 1991 i regi av Sune Lund-Sørensen.

## Handling
Nicke älskar practical jokes och när hans bästa vän Pelle ska gifta sig står Nicke självklart för svensexan som ska börja med en kidnappning. Men allt går snett och Pelle kidnappas på riktigt av en terroristgrupp. Nickes enda chans att få loss Pelle är att infiltrera ligan som vapen- och sprängexpert. Mitt i alltihop har Nicke några SÄPO-män, Pelles arga fästmö Lucia och hennes italienska bröder efter sig. För att klara livhanken på sig och Pelle tvingas Nicke till slut att utnyttja sina förmågor som practical joker.

## Om filmen
Filmen är inspelad i Svensk Filmindustris ateljéer i Stockholm samt vid Globen och i Gamla Stan. En vecka innan premiären den 1 november 1991 satte Statens Biografbyrå en 15-årsgräns på filmen. Beslutet omprövades dock och sedan den 5 november 1991 är filmen tillåten från 11 år. Filmen har visats på TV ett flertal gånger.

## Rollista
- Björn Skifs — Nicke, reklam- och modefotograf
- Aja Rodas-Evrén — Gunnel
- Johan Ulveson — Jens
- Marie-Chantal Long — Lucia
- Jacob Nordenson — Pelle
- Catherine Hansson — Vanja
- Gert Fylking — Walter
- Johan Paulsen — Arvall
- Per-Gunnar Hylén — Bervall
- Björn Kjellman — Cervall
- Ragnar Ulfung — Ehrling
- Peter Panov — Carlo
- Assen Panov — Pipo
- Lars Engström — Sven
- Arne Rubensson — Qvarnström
- Fredrik Dolk — Rydell
- Hans Kellerman — Blücher
- Peter Ahlm — reklammannen
- Hasse Saxinger — journalisten
- Maud Höglund — damen med hunden
- Anders Esphagen — chauffören
- Margareta Pettersson — receptionisten
- Claes Ljungmark — psykfallet
- Ann Canvert — Lucias kollega
- Hans O. Sjöberg — funktionären
- Dick Olsson — dekoratören
- Ali Alibhai — FN-ambassadören
- Aldo Foddis — den katolske prästen
- Victor Kritz-Hedqvist — Nicke som barn
- Pontus Bjuring-Gerlich — Pelle som barn

## Musik i filmen
- Om igen, av Bengt Palmers och Björn Skifs, sång; Björn Skifs [2]